# Gerty Molzen

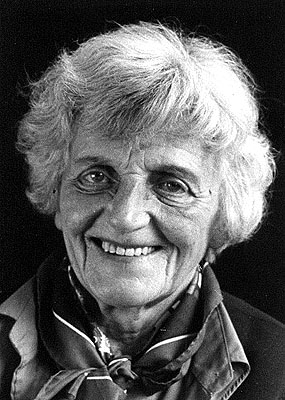
Gerty Molzen

Gerty Margarethe Molzen (* 30. Januar 1906 in Flensburg; † 31. August 1990 in Glücksburg) war eine deutsche Schauspielerin, Kabarettistin, Sängerin, Buchautorin und Texterin. Sie begann ihre Karriere an der Oper, schlug sich in den 1950er Jahren als Kabarettistin durch, arbeitete als Schauspielerin und startete im Alter von 79 Jahren eine Pop-Karriere. Im Alter von 84 Jahren starb Gerty Molzen in ihrem Haus in Glücksburg an der Ostsee.

## Leben

### Anfänge
Am 30. Januar 1906 wurde Gerty Margarethe Molzen in Flensburg als Tochter eines an der Flensburger Förde angesehenen Reeders und einer Pastorentochter geboren. Schon als Kind war sie ein regelrechtes Energiebündel: „Ich wäre viel lieber ein Junge gewesen und habe alles daran gesetzt, in Jungenkreisen Anerkennung zu gewinnen. Ich war der Strolch der Straßen. Wo ich war, da war immer Wirbel.“ Die Idee, Sängerin zu werden, kam von ihrem Vater, der sie zum Gesangsstudium nach Berlin, München und Mailand schickte, wo sie von Lehrern wie Signore Vanzo unterrichtet wurde. Ihren ersten Auftritt als Sängerin hatte sie in der Flensburger Marienkirche im Jahre 1930.

### Karriere als Sängerin und Kabarettistin
1933 ging sie als Altistin an die Oper in Koblenz. Dort sang sie in Verdis Macht des Schicksals; es folgten Rollen in der Zauberflöte, in Arabella und im Zigeunerbaron. 1934/35 wechselte sie an die Oper in Saarbrücken, es folgten weitere Gastspiele im In- und Ausland.
Gustaf Gründgens entdeckte Gerty Molzens komisches Talent, er war es auch, der ihr riet, später einmal ins komische Fach zu wechseln. Zunächst engagierte er sie als Sangesstimme von Elisabeth Flickenschildt. In zwei Stücken glänzte Gerty Molzen mit ihrer Sangesdarbietung (u. a. Auprès de ma blonde) im Rahmen des Films Der Schritt vom Wege (u. a. mit Marianne Hoppe) aus dem Jahre 1938. Während des Zweiten Weltkrieges musste sie – wie es damals üblich war – als Frontunterhalterin die Truppe bei Laune halten. Die Soldaten hatten jedoch wenig Interesse an Brahms und Schubert, man bat sie daher, doch etwas Komisches darzubieten. Sie schnappte sich ihr Akkordeon und läutete somit ihre zweite Karriere als Kabarettistin ein. „Ich lebte im permanenten Wechsel zwischen Frohsinn, Heiterkeit, Traurigkeit und Melancholie. Das zog sich dann durch mein ganzes Leben.“
Nach dem Krieg bereiste sie mit ihrem Kabarettprogramm ganz Deutschland, trat bei Familienfesten, Firmenfeiern oder in Kurhäusern auf. 1962 hatte sie ihre erste Filmrolle; Jürgen Roland engagierte sie für seine Produktion Polizeirevier Davidswache. Es folgten kleinere Rollen (in einem Film mit Helga Feddersen, dem Fernsehgericht und später auch in Der amerikanische Freund von Wim Wenders).

### Petuhtante als Buchautorin
Nebenbei wurde Gerty Buchautorin (Gerty Molzen vertellt, Das Gerty Molzen Buch u. a.) und beschrieb humoristisch das Leben der so genannten Petuhtanten, die um die Jahrhundertwende auf Fördeschiffen, zum Beispiel auf dem Salondampfer Alexandra, bei Butterfahrten anzutreffen waren. Gerty Molzen hat ihre Heimat Flensburg lebenslang im Herzen getragen und über ihre Kunst in der Welt bekannt gemacht. Mit den Büchern Flensburger Originale und Petuhfahrt nach Glücksburg hält sie die „Flensburger Originale“ bis heute lebendig. Die Lübecker Nachrichten zollten Gerty dafür anerkennenden Respekt: „Die humorvolle Gerty Molzen kennt die Petuh-Tanten aus dem Eff-Eff. Ihr gebührt der Ruhm, in ihrer anschaulichen humorvollen Vorstellung der Flensburger Petuhtanten ein Denkmal gesetzt zu haben.“

### Karriere als Popsängerin
1984 entdeckte der Produzent Gerd Plez (Hong Kong Syndikat) Gerty Molzen als Rocklady und nahm mit ihr den Lou-Reed-Klassiker Walk on the Wild Side auf. Eine Sensation, die durch alle Feuilletons und TV-Unterhaltungssendungen führt – die „Rock-Oma“ ist in aller Munde. Sie trat weltweit auf, wie im Londoner Hippodrome, in Wien im P4, und selbst im New Yorker Palladium. Nach New York begleitete sie ein Filmteam des NDR. Das große TV-Porträt lief am 5. Mai 1986 in der ARD und war eine liebevolle Hommage der Berliner Filmemacherin Heide Breitel (Titel: Ich bin nicht schön, ich bin viel schlimmer). Danach veröffentlichte Gerty weitere Singles wie Do You Really Want to Hurt Me oder Wild Thing. Beflügelt durch den Erfolg als Sängerin bekam Gerty Engagements beim Film und in Fernsehserien (Großstadtrevier, Der Landarzt) – eine späte Genugtuung und Anerkennung, die Gerty sichtlich genoss.
Im September 1986 verlieh ihr Richard von Weizsäcker das Bundesverdienstkreuz am Bande für „erheiternde und stärkende Dienste am jungen und alten Volk“. Selbst in Japan wurde man auf Gerty Molzen aufmerksam; man drehte einen Personality-Beitrag für das japanische Fernsehen, der dort am 20. Januar 1987 ausgestrahlt wurde. Im selben Jahr kam ihre Single No style auf den Markt.

### Auf dem Sterbebett
1989 hatte Gerty Molzen ihre letzte Filmrolle: In Gábor Altorjays Projekt CityLife spielte sie eine Sterbende in der Episode Der Polsprung, die in Hamburg spielt.
Auf dem Sterbebett liegend gibt eine Großmutter ihrer Enkelin teils singend (Coverversion on Its a mans’ world/James Brown), teils sprechend ihr Vermächtnis mit. Eine ergreifende letzte Rolle, die auch mit einem kräftigen Schuss Humor dem schweren Thema eine Gerty-typische Note verlieh. Die Premiere während der Filmfestspiele 1990 in Berlin konnte Gerty nicht persönlich besuchen.
Am 31. August starb sie in ihrem Haus in Glücksburg, wo am 7. September die Trauerfeier im Rahmen ihrer Familie und einiger treuer Wegbegleiter stattfand. Ihre Asche wurde später auf hoher See dem Meer übergeben.

## Ehrungen
- Bundesverdienstkreuz am Bande 1986 verliehen von Bundespräsident Richard von Weizsäcker

## Werke
- Flensburger Originale. Selbstverlag, Hamburg 1963, DNB 453445039.
- De Flensburger Deerns hem’ een Bazillus mehr! Selbstverlag, Hamburg 1964, DNB 453445020.
- Petuhfahrt nach Glücksburg. Selbstverlag, Hamburg, DNB 575167211 (um 1966).
- Tante Tiedde sieht es sooo! J. B. Meyer, Flensburg 1967, DNB 457629592.
- Das Gerty-Molzen-Buch. Skandia-Verlag Sørensen, Flensburg 1976, ISBN 3-88060-008-2.
- Gerty Molzen vertellt … Dansk Boghandel, Flensburg 1979, DNB 891344373.
- “Bis nächster Tour!”: Petuh-Geschichten. Baltica-Verlag, Glücksburg 2008, ISBN 978-3-934097-35-3.

## Diskografie
- 1962: Die roty Lilly – Single
- 1966: Als wir Damen noch Damen waren – Single
- 1976: Petuhfahrt nach Glücksburg – Single
- 1985: Take a walk on the wild side – Single
- 1986: Do you really want to hurt me – Single
- 1987: Wild thing / No style – Single
- 2013: Von Flensburg nach New York: Lieder aus 60 Jahren Bühne – CD[1][2]

## Filmografie (Auswahl)
- 1964: Polizeirevier Davidswache
- 1968: Polizeifunk ruft – Die Sozialhelferin
- 1969: Neu-Böseckendorf
- 1972: Das Kurheim – Freizeitbeschäftigungen
- 1973: Lokaltermin – Der Pechvogel
- 1973: Haifischbar
- 1974: Hamburg Transit – Hochsaison
- 1974: Bismarck von hinten oder Wir schließen nie
- 1977: Sonderdezernat K1 – Der Stumme
- 1977: Der amerikanische Freund
- 1980: St. Pauli-Landungsbrücken – Frau Klagens
- 1982: Kreisbrandmeister Felix Martin – Der Feuerteufel
- 1984: Der Fall Bachmeier – Keine Zeit für Tränen
- 1987: Großstadtrevier – Robin Hood
- 1987–1989: Der Landarzt (4 Folgen als Frau Hinnerksen)
- 1989: Kasse bitte! – Hochzeitstag
- 1990: Poleshift-CITY LIFE-Hamburg